# Breaking the Chains
| Recensione | Giudizio |
| ---------- | -------- |
| AllMusic   |          |

Breaking the Chains è il primo album in studio del gruppo musicale statunitense Dokken.
L'album venne originariamente pubblicato in Europa con il titolo Breakin' the Chains dall'etichetta francese Carrere Records nel 1981. Questa versione si caratterizzava per alcuni missaggi e canzoni differenti rispetto alla successiva edizione statunitense. La traccia Paris Is Burning viene chiamata Paris ed è in realtà una versione in studio in contrasto con la registrazione dal vivo a Berlino pubblicata due anni dopo. Il disco conteneva inoltre un brano intitolato We're Illegal, successivamente cambiato in Live to Rock.
L'album è stato rinominato e pubblicato negli Stati Uniti dall'Elektra Records il 18 settembre 1983. L'edizione statunitense ha raggiunto la posizione numero 136 della classifica Billboard 200. Questo risultato fu all'epoca considerato un flop dalla casa discografica, che aveva intenzione di liquidare il gruppo. Tuttavia il management dei Dokken convinse l'Elektra a rinnovare la fiducia alla band per un ulteriore disco, che si sarebbe materializzato con Tooth and Nail nel settembre del 1984.
La traccia che dà il titolo all'album, Breaking the Chains, è stata inserita alla 62ª  posizione nella lista delle "100 migliori canzoni hard rock" stilata da VH1. Il brano appare inoltre nella colonna sonora del videogioco Grand Theft Auto: Vice City Stories del 2006, dove viene trasmessa dalla fittizia stazione radio V-ROCK.
In un'intervista del gennaio 2015, George Lynch ha menzionato l'esistenza di 500 copie della prima versione europea dell'album stampate a nome del solo Don Dokken, anziché quello dell'intero gruppo, e recanti una copertina differente.

## Tracce
Tutte le canzoni sono state composte da Don Dokken e George Lynch, eccetto dove indicato.

### Versione del 1981
1. Breaking the Chains – 3:52
2. Seven Thunders – 3:56 (Dokken, Lynch, Mick Brown)
3. I Can't See You – 3:12 (Dokken, Juan Croucier)
4. In the Middle – 3:44
5. We're Illegal – 3:39 (Dokken, Lynch, Croucier)
6. Paris – 3:46
7. Stick to Your Guns – 3:25
8. Young Girls – 3:14
9. Felony – 3:25
10. Nightrider – 3:14 (Dokken, Lynch, Brown)

### Versione del 1983
1. Breaking the Chains – 3:52
2. In the Middle – 3:43
3. Felony – 3:08
4. I Can't See You – 3:12 (Dokken, Croucier)
5. Live to Rock (Rock to Live) – 3:39 (Dokken, Lynch, Croucier)
6. Nightrider – 3:13 (Dokken, Lynch, Brown)
7. Seven Thunders – 3:55 (Dokken, Lynch, Brown)
8. Young Girls – 3:14
9. Stick To Your Guns – 3:25
10. Paris Is Burning – 5:07 – registrata dal vivo a Berlino nel dicembre del 1982

## Formazione

### Gruppo
- Don Dokken – voce, chitarra ritmica
- George Lynch – chitarra solista
- Juan Croucier – basso, cori
- Mick Brown – batteria, cori

### Musicisti non accreditati
- Bobby Blotzer – batteria in Young Girls, Stick to Your Guns e Paris Is Burning
- Peter Baltes – basso nella versione del 1981

### Produzione
- Michael Wagener – produzione, ingegneria del suono, missaggio
- Wyn Davis – missaggio
- Joe Gastwirt – mastering